# Macrotus californicus
Macrotus californicus (Baird, 1858) è un pipistrello della famiglia dei Fillostomidi diffuso in America settentrionale.

## Descrizione

### Dimensioni
Pipistrello di medie dimensioni, con la lunghezza totale tra 77 e 108 mm, la lunghezza dell'avambraccio tra 48,3 e 51,8 mm, la lunghezza della coda tra 25 e 42 mm, la lunghezza delle orecchie tra 24 e 29 mm, un'apertura alare fino a 35 cm e un peso fino a 14 g.

### Aspetto
La pelliccia è lunga, densa e setosa. Le parti dorsali variano dal grigio-brunastro al marrone con la base dei peli bianca, mentre le parti ventrali sono più chiare. Il muso è corto, fornito di una foglia nasale eretta e lanceolata e di un cuscinetto triangolare attraversato da un solco longitudinale sul mento. Le orecchie sono enormi, marroni scure, con l'estremità arrotondata ed unite alla base da una membrana cutanea. Il trago è lanceolato. Le membrane alari sono corte, larghe e semi-trasparenti. La coda è lunga e si estende leggermente oltre l'uropatagio.

## Biologia

### Comportamento
Si rifugia in singolarmente o in colonie di 100-500 individui all'interno di edifici, miniere e grotte. L'entità dei gruppi varia stagionalmente, con la formazione di vivai composti da 100-200 femmine con i loro piccoli. L'attività predatoria inizia circa un'ora e mezza dopo il tramonto per ritornare ai rifugi un'ora prima dell'alba. Non entra in ibernazione né migra in zone più temperate durante i periodi più freddi. Effettuano spostamenti fino a 1,3 km per foraggiare.

### Alimentazione
Si nutre di grossi insetti come falene, grilli, cavallette, scarafaggi e scarabei catturati al suolo.

### Riproduzione
Danno alla luce un piccolo alla volta all'anno.  Gli accoppiamenti avvengono in autunno, seguiti dalla fertilizzazione delle femmine. Lo sviluppo embrionico è rallentato per i primi cinque mesi, per accelerare gli ultimi tre mesi fino alle nascite. L'ovulazione avviene sempre nell'ovaia destra, mentre l'impianto solo nel corno uterino destro. I piccoli vengono svezzati dopo un mese e raggiungono la maturità sessuale dopo sei mesi. L'aspettativa di vita in cattività è di circa 10 anni.

## Distribuzione e habitat
Questa specie è diffuso negli stati del Nevada e California meridionali, Arizona e nel Messico nord-occidentale fino alla parte settentrionale dello stato di Sinaloa e del Chihuahua nord-occidentale.
Vive in boschi ripariali, boscaglie desertiche ed oasi di palme.

## Conservazione
La IUCN Red List, considerato il vasto areale e la presenza in diverse aree protette, classifica M.californicus come specie a rischio minimo (Least Concern)).